# Cleptocaccobius dorbignyi
Cleptocaccobius dorbignyi là một loài bọ cánh cứng trong họ Bọ hung (Scarabaeidae).